# Salignac (Gironda)
Salignac foi uma comuna francesa na região administrativa da Nova Aquitânia, no departamento da Gironda. Estendia-se por uma área de 13,05 km². Em 2010 a comuna tinha 1 443 habitantes (densidade: 110,6 hab./km²).
Em 1 de janeiro de 2016, passou a formar parte da nova comuna de Val de Virvée.